# برسفيرنس (مركبة جوالة)
برسفيرنس روفر (بالإنجليزية: Perseverance rover)‏ هي مركبة فضائية متجولة غير مأهولة متحكم بها عن بعد صنعت بواسطة مختبر الدفع النفاث لاستخدامها في مهمة المريخ 2020 التابعة لناسا لاستكشاف فوهة جيزيرو علي كوكب المريخ. تم إطلاق المركبة في 30 يوليو 2020، الساعة 7:50 بتوقيت شرق الولايات المتحدة (11:50 ت ع م)، وهبطت على سطح المريخ في 18 فبراير 2021، الساعة 8:56 بالتوقيت العالمي المنسق.
تحمل برسفيرنس روفر سبع أدوات علمية لدراسة سطح المريخ في فوهة جيزيرو منها عدة كاميرات وجهازي ميكروفون. العربة الجوالة مصحوبة بطائرة هليكوبتر صغيرة (إنجينويتي) تعمل بالطاقة الشمسية، والتي ستساعد المركبة على استكشاف مواقع لدراستها.

## التصميم
صممت برسفيرنس روفر بمساعدة من فريق مهندسي كيوريوسيتي روفر للشبه بينهم. أعاد المهندسون تصميم عجلات برسفيرنس لتكون أصلب من عجلات كيوريوسيتي، والتي تعرضت للضرر. صنعت العجلات من الألومينيوم لتكون أسمك وأمتن، وبعرض أقل لكن بقطر أكبر (52.5 سم) من عجلات كيوريوسيتي (50 سم). تحتوي المركبة على ذراع آلية خماسية المفاصل طولها 2.1 متر. ستستخدم الذراع مع برج لتحليل العينات الجيولوجية من على سطح المريخ.
يزن مولد طاقة المركبة (بطارية النظائر المشعة متعددة المهام) 45 كغ ويستخدم 4.8 كغ من ثنائي أكسيد البلوتونيوم كمصدر ثابت للحرارة التي تحول إلى كهرباء. الطاقة الكهربائية المولدة تقدر بحوالي 110 وات عند الإطلاق مع انخفاض بسيط بمرور وقت المهمة. تحتوي المركبة أيضًا على بطاريتين أيون الليثيوم لموافاة احتياجات الطاقة القصوى لنشاطات المركبة عندما تتخطى متطلبات الطاقة إنتاج الكهرباء المنتظم الخاص ببطارية النظائر المشعة متعددة المهام. توفر بطارية النظائر المشعة متعددة المهام 14 عامًا من متوسط عمر العمل، ومنحت إلى ناسا من قبل وزارة الطاقة الأمريكية. على عكس الألواح الشمسية، توفر بطارية النظائر المشعة متعددة المهام مرونة كبيرة في إدارة أجهزة المركبة حتى في غياب الشمس وفي العواصف الترابية.
تحتوي برسفيرنس على مروحية مريخية تجريبية تُدعى إنجينويتي تعمل على الطاقة الشمسية، مصممة لاختبار الثبات أثناء الطيران على سطح المريخ وقدرتها على كشف أفضل مسار للمركبة في خلال 30 يوم مخطط لها. تزن المروحية 1.8 كغ ولا تحمل معدات علمية، فقط كاميرات.

## المهمة

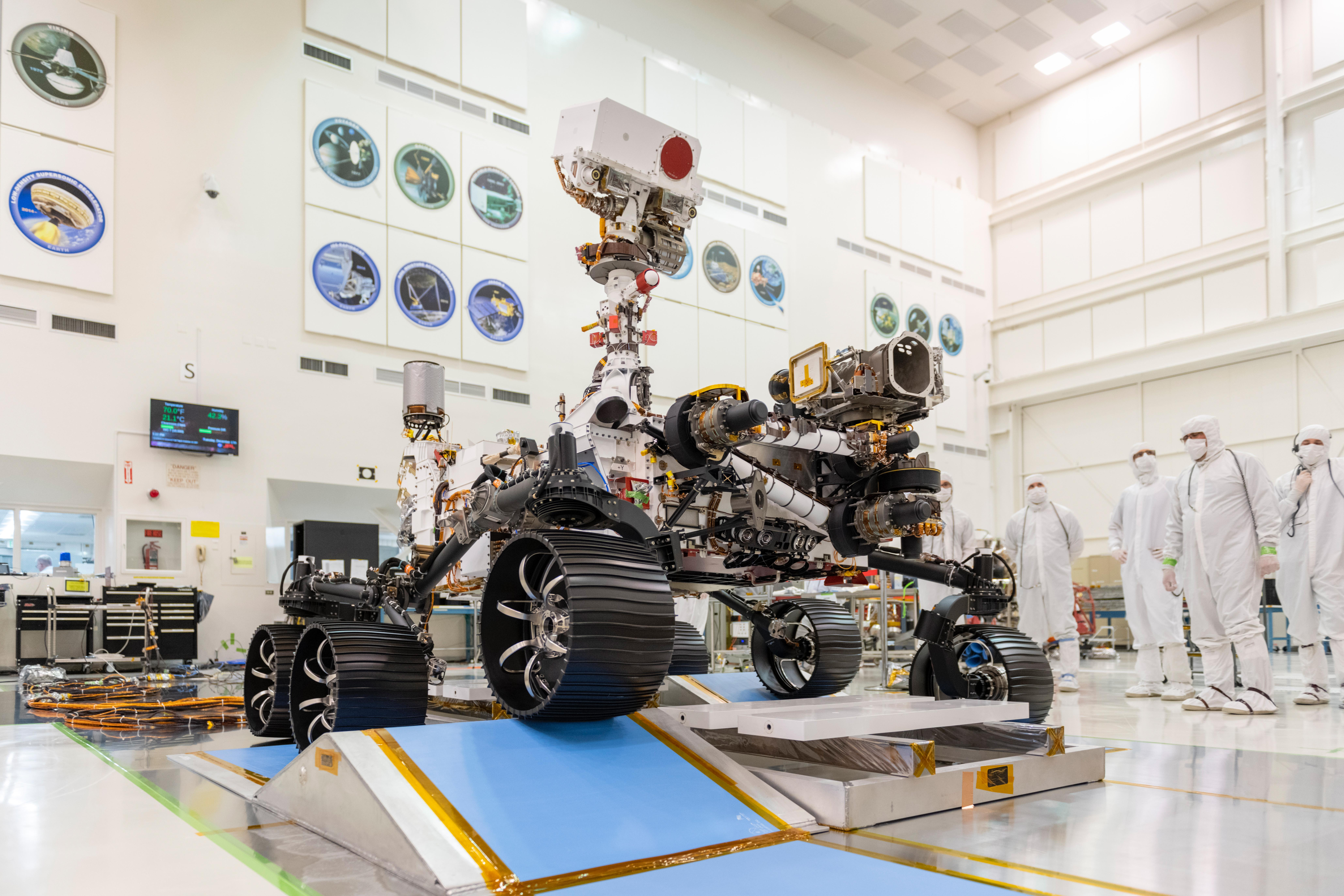
المركبة أثناء تطويرها في مختبر الدفع النفاث

### المهمات العملية
للمركبة أربعة أهداف تدعم الأهداف العملية الخاصة ببرنامج استكشاف المريخ:
1. البحث عن بيئات صالحة للحياة: التعرف على بيئات قديمة قادرة على دعم حياة ميكروبية.
2. البحث عن بصمات حيوية: البحث عن علامات محتملة عن حياة ميكروبية قديمة في البيئات الصالحة للحياة، تحديدًا في الصخور المميزة المعروفة بحفظ هذه العلامات عبر الزمن.
3. تخرين العينات: جمع عينات صخرية وترابية وتخزينهم على سطح المريخ.
4. التمهيد للبشر: اختبار إنتاج الأكسجين في الغلاف الجوي للمريخ.

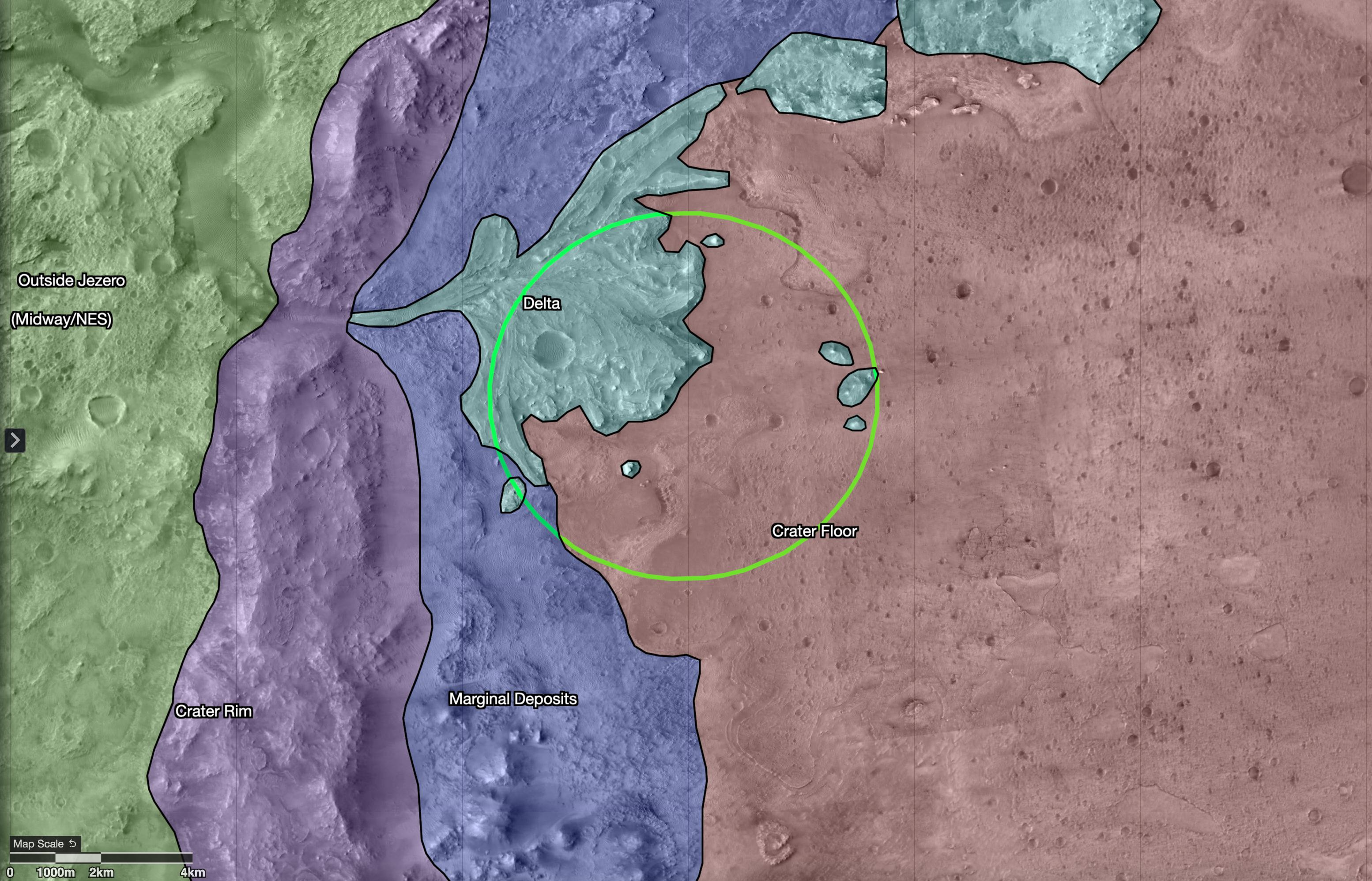
الدلتا النهرية القديمة في فوهة جيزيرو، وهي موقع هبوط بيرسفيرنس المخطط له

### الاسم
اختار توماس زوربوشين، مدير مساعد المهام العلمية بناسا الاسم برسفيرنس بعد القيام بمسابقة لطلاب الصف الثاني عشر لاختيار اسم المركبة «سمي المركبة» والتي سجل بها أكثر من 28,000 اقتراح. سجل طالب الصف السابع ألكساندر ماتر من بيرك، فيرجينيا الاقتراح الرابح في مختبر الدفع النفاث. بالإضافة إلي شرف اختيار اسم المركبة تمت دعوة ماتر وأسرته إلي حضور إطلاق المركبة من رأس كانافيرال في مركز كينيدي للفضاء التابع لناسا في يوليو 2020. كتب ماتر في مقاله الرابح:

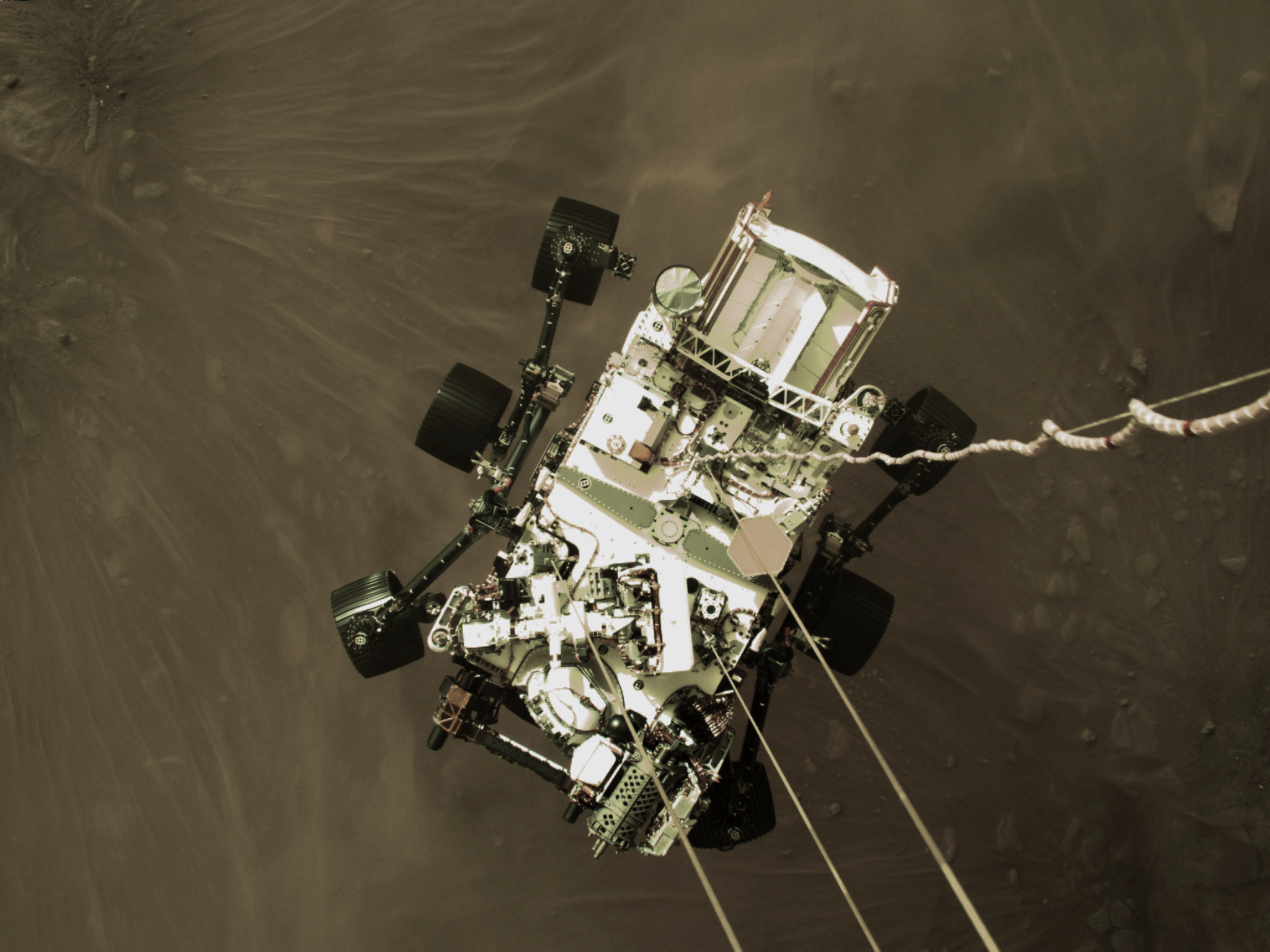
مركبة برسفيرنس أثناء هبوطها في فوهة جيزيرو، كما تري من سكايكراين الحامل لها، في 18 فبراير 2021.

### حالة الرحلة
أقلعت مركبة برسفيرنس بنجاح في 30 يوليو 2020، في 11:50 بتوقيت غيرينيتش (7:50 بالتوقيت الصيفي الشرقي) علي متن الصاروخ الحامل أطلس 5 الخاص بائتلاف الإطلاق المتحد من مجمع إطلاق الفضاء 41 في محطة كيب كانافيرال للقوات الجوية في رأس كانافيرال في فلوريدا. استغرقت المركبة سبعة أشهر للوصول إلي المريخ، وهبطت في 18 فبراير 2021، الساعة 8:56 ت ع م في فوهة جيزيرو للبحث عن علامات لحياة قديمة، استكشاف جيولوجيا الكوكب، وغيرها من المهام.

## الأجهزة
تمت مراجعة أكثر من 60 اقتراح حول الأجهزة التي يمكن للمركبة حملها، وبعد مراجعتها اختير سبع معدات ملائمة للمهام العلمية المخططة للمركبة في 31 يوليو 2014:
- جهاز ليثوكيمياء الأشعة السينية الكوكبي (PIXL)، مطياف فلوري الأشعة السينية لتحديد تركيب الذرات العنصرية الدقيقة علي سطح المريخ.[20][21]
- مصور الأشعة السينية للتجارب شبه السطحية علي المريخ (RIMFAX)، جهاز رادار قياس الأرض لتصوير الكثافات الأرضية المختلفة، الطبقات، الصخور المدفونة، النيازك، المياه المتجمدة تحت الأرض، والأجاج بعمق 10 متر. أمدت مؤسسة أبحاث الدفاع النرويجية الجهاز إلي ناسا.[22][23][24]
- محلل ديناميكيات المريخ البيئية (MEDA)، مجموعة من المستشعرات التي تقيس درجة الحرارة، سرعة الرياح واتجاهها، الضغط، الرطوبة النسبية، الإشعاع، وأشكال وأحجام الحبيبات الترابية. أمد مركز بيولوجيا الفضاء الأسباني هذا الجهاز إلي ناسا.[25]
- تجربة استخدام موارد الأكسجين في الموقع علي المريخ (MOXIE)، تجربة تقنية استكشافية ستصنع كمية قليلة من الأكسجين من ثنائي أكسيد الكربون الموجود في الغلاف الجوي للمريخ، يمكن صنع هذه التجربة علي نطاق أوسع لدعم الحياة البشرية علي المريخ أو لتصنيع وقود الصواريخ لعمليات العودة.[26] نجحت MOXIE في توليد 5.7 جرام من الأكسجين (ما يكفي رائد فضاء لمدة 10 دقائق) في 20 أبريل 2021 خلال ساعة واحدة، ويخطط لها القيام بتسع محاولات أخري علي مدار العامين المقبلين.[27]
- سوبركام (SuperCam)، جهاز مختلط يمكنه أن يمد بصور، تحاليل تراكيب كيميائية، عدانة الصخور والحطام الصخري عن بعد. الجهاز مثبت بجهازي ليزر وأربع أجهزة مطياف تسمح للمركبة بالتعرف علي البصمات الحيوية عن بعد والأماكن الصالحة للحياة. تعاونت خمس مؤسسات في فرنسا، إسبانيا، والولايات المتحدة في صنع الجهاز.[28]
- ماستكام-زي (Mastcam-Z)، جهاز تنظير مجسم قادر على تقريب الرؤية.
- ماسح البيئات الصالحة للحياة برامان واللمعان للمواد العضوية والكيماوية (SHERLOC)، مطياف رامان بالأشعة فوق البنفسجية يستخدم التصوير الدقيق وليزر بالأشعة فوق بنفسجية لتحديد العدانة الدقيقة والتعرف علي المركبات العضوية.[29][30]

هناك عدد من الكاميرات المثبتة، كما أن هناك لأول مرة على مركبة مريخية، جهازان ميكروفون للاستعمال أثناء الهبوط، والحركة، وجمع العينات.

## «أرسل اسمك إلى المريخ»
دعت حملة ناسا «أرسل اسمك إلى المريخ» الناس من جميع أنحاء العالم لتسجيل أسمائهم ليتم وضعها على متن المركبة القادمة الذاهبة إلى المريخ، وسجل حوالي 10,932,295 شخص اسمه في هذه الحملة. طبعت هذه الأسماء بشعاع الإلكترون على ثلاث رقائق سيليكون بحجم الظفر، مع 155 مقالة خاصة بالمتأهلين للتصفيات النهائية في مسابقة «سمي المركبة» لناسا. ثبتت الرقائق على لوح ألومينيوم. تشارك الثلاث رقائق مساحة علي اللوح المطلي بأكسيد الألومينيوم مع رسمة لكوكب الأرض، المريخ، والشمس مطبوعة بالليزر. تم تركيب اللوح على المركبة في 26 مارس 2020.

## لوح تقدير للعاملين بمجال الرعاية الصحية
أُطلقت برسفيرنس أثناء جائحة فيروس كوفيد-19 والذي بدأ بالتأثير علي التخطيط للمهمة في مارس 2020. لإظهار الشكر والتقدير للعاملين بمجال الرعاية الصحية الذين ساعدوا أثناء الجائحة، تم ثبيت لوح صغير عليه عصا أسكليبيوس علي متن المركبة. قال مدير المشروع، مات والاس، أنه أمل في أن الأجيال المستقبلية الذاهبة إلي المريخ ستقدر العاملين في مجال الصحة في 2020.

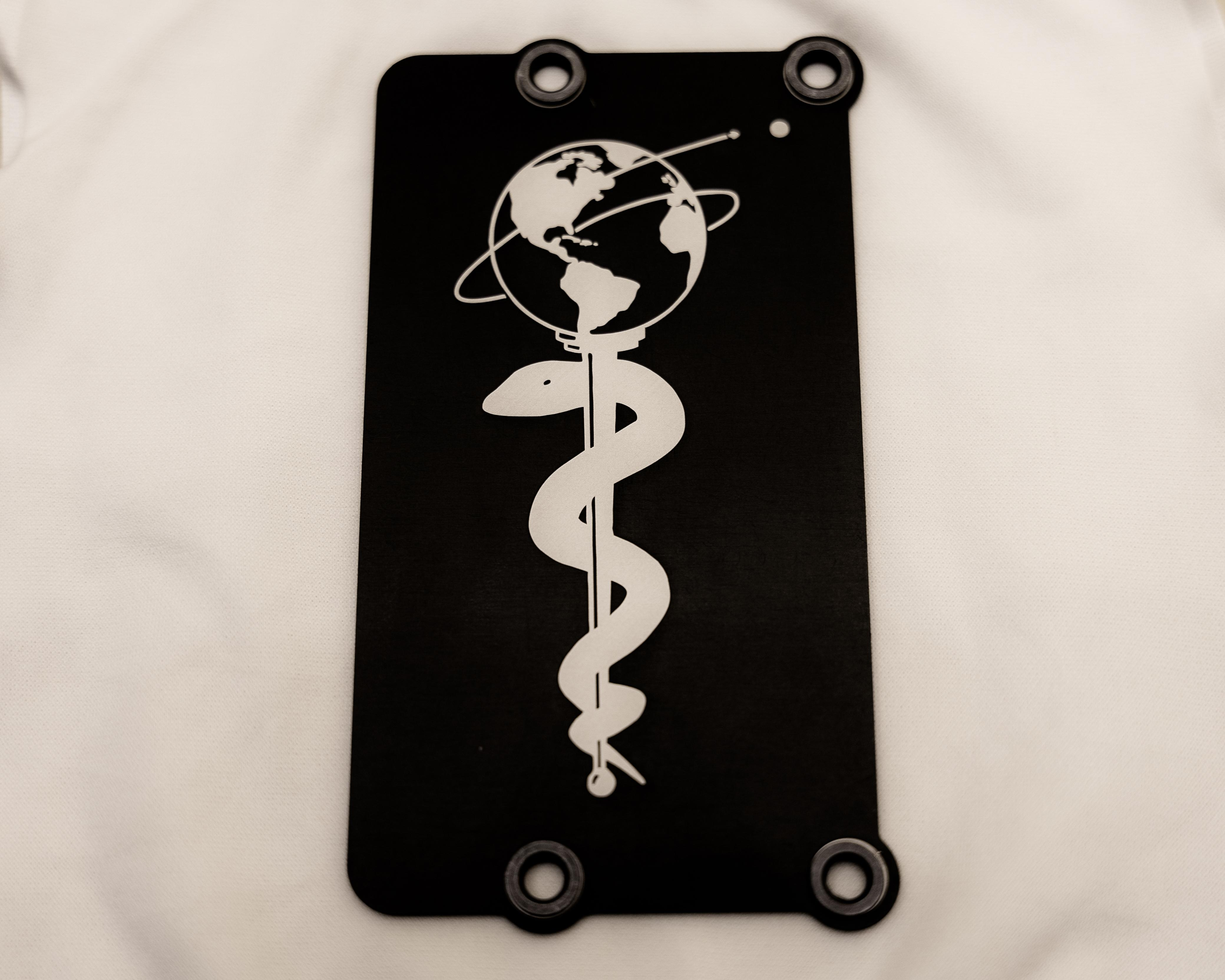
لوح عصا أسكيليبيوس قبل تركيبه علي برسفيرنس

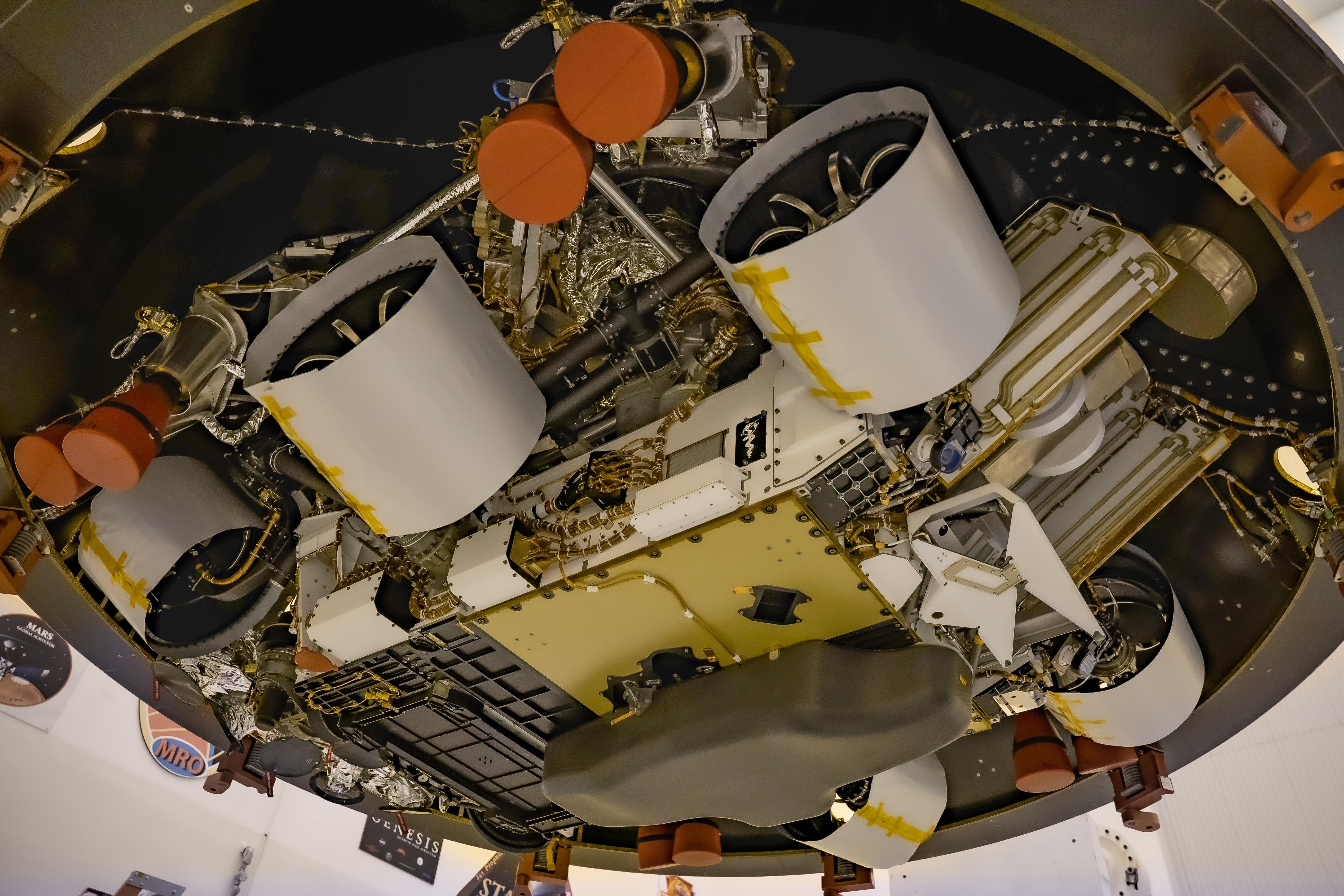
عرض سفلي للمركبة حيث يمكن رؤية لوح عصا أسكليبيوس بعد تركيبه (يسار الإطار الأيمن إلي الأمام باللونين الأبيض والأسود)

## معرض الصور

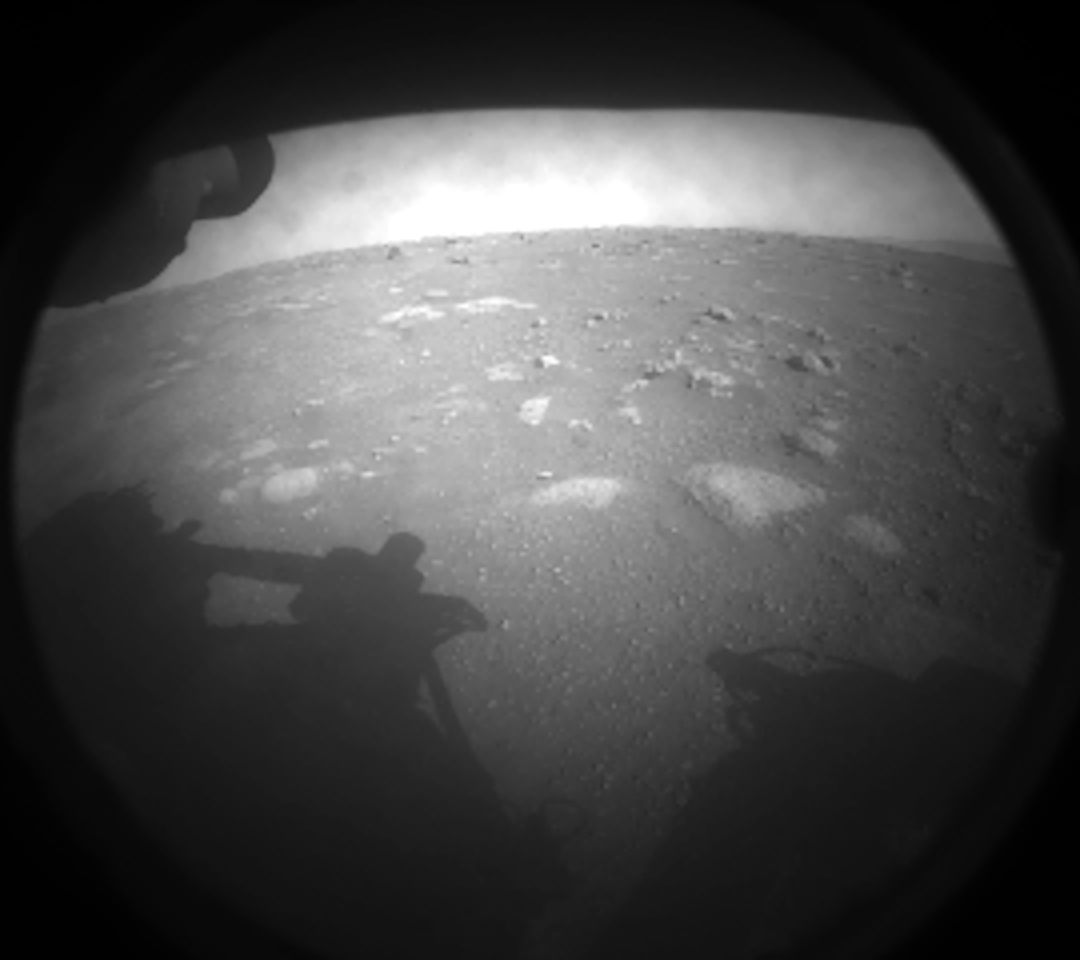
الصورة الأولى الخام التي أرسلتها المركبة، لتؤكد هبوطها بسلام على سطح المريخ.
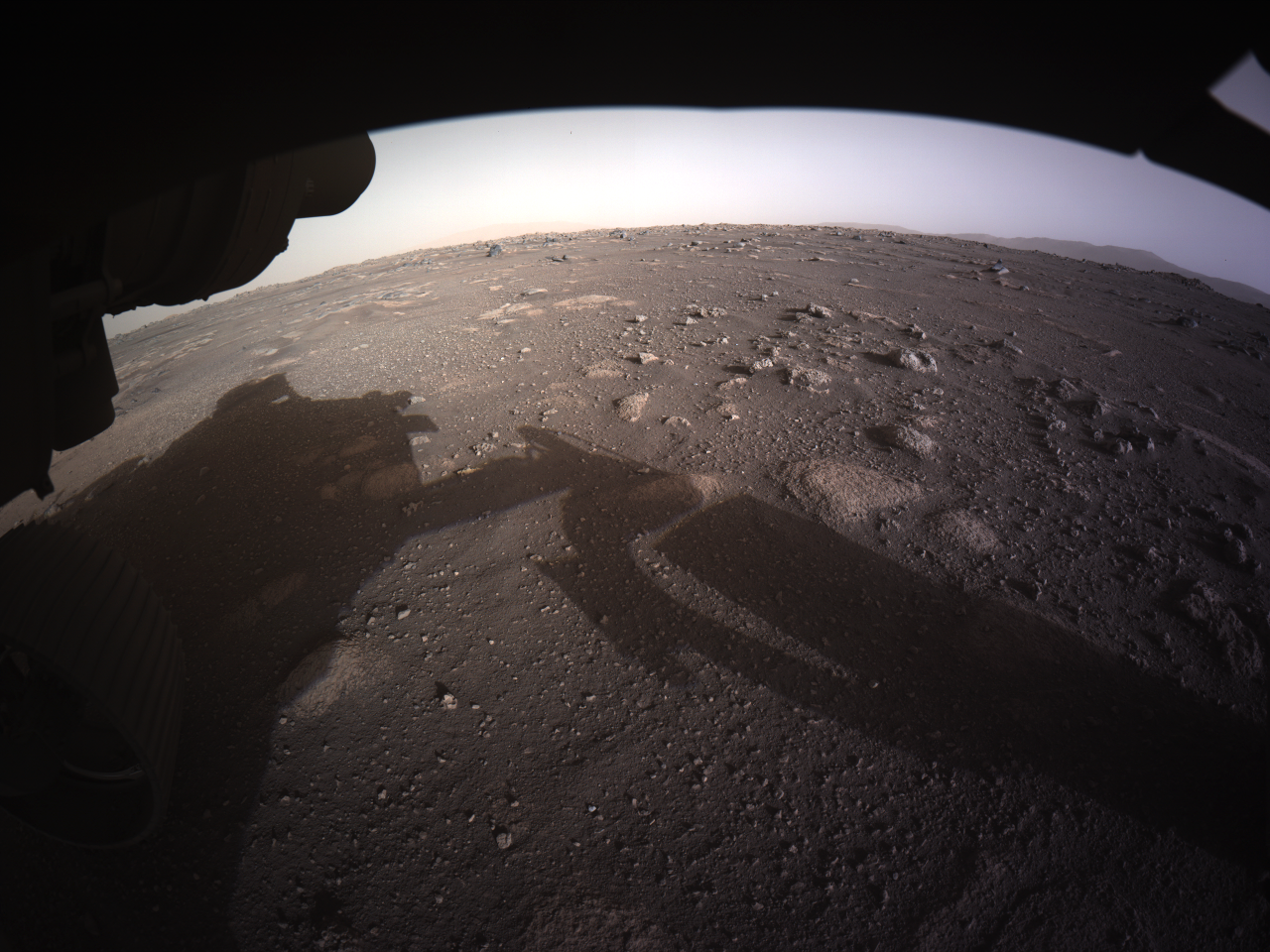
أول صورة ملونة تلتقطها المركبة.

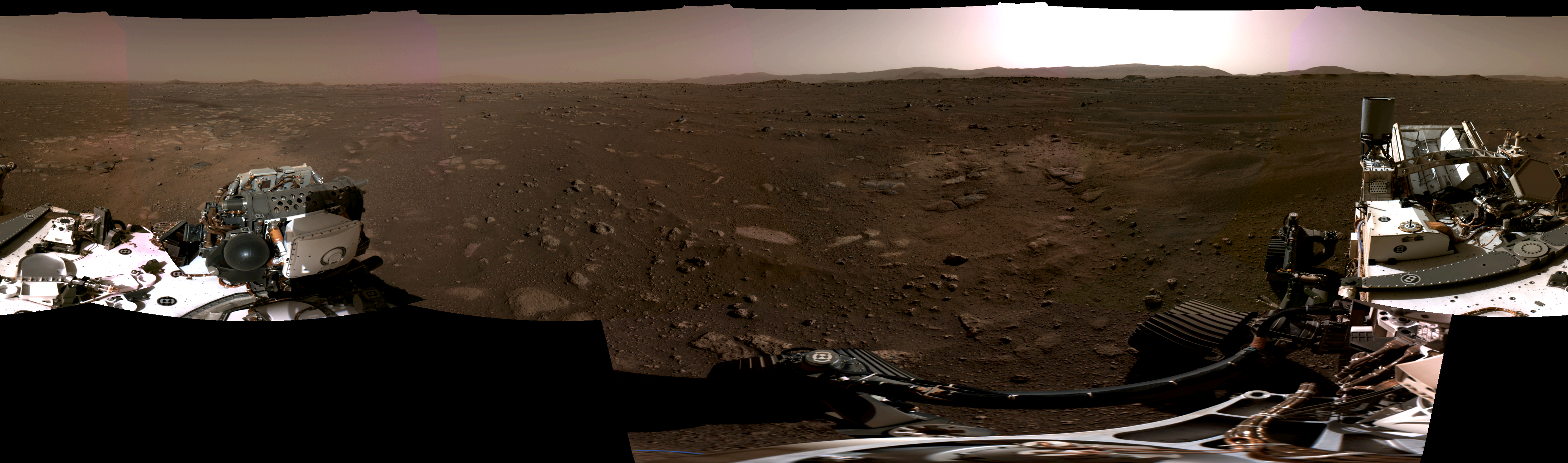
صورة بانورامية ملتقطة بواسطة كاميرا المركبة.

صورة ذاتية للمركبة بجانب مروحية إنجينويتي بعد فصلها.

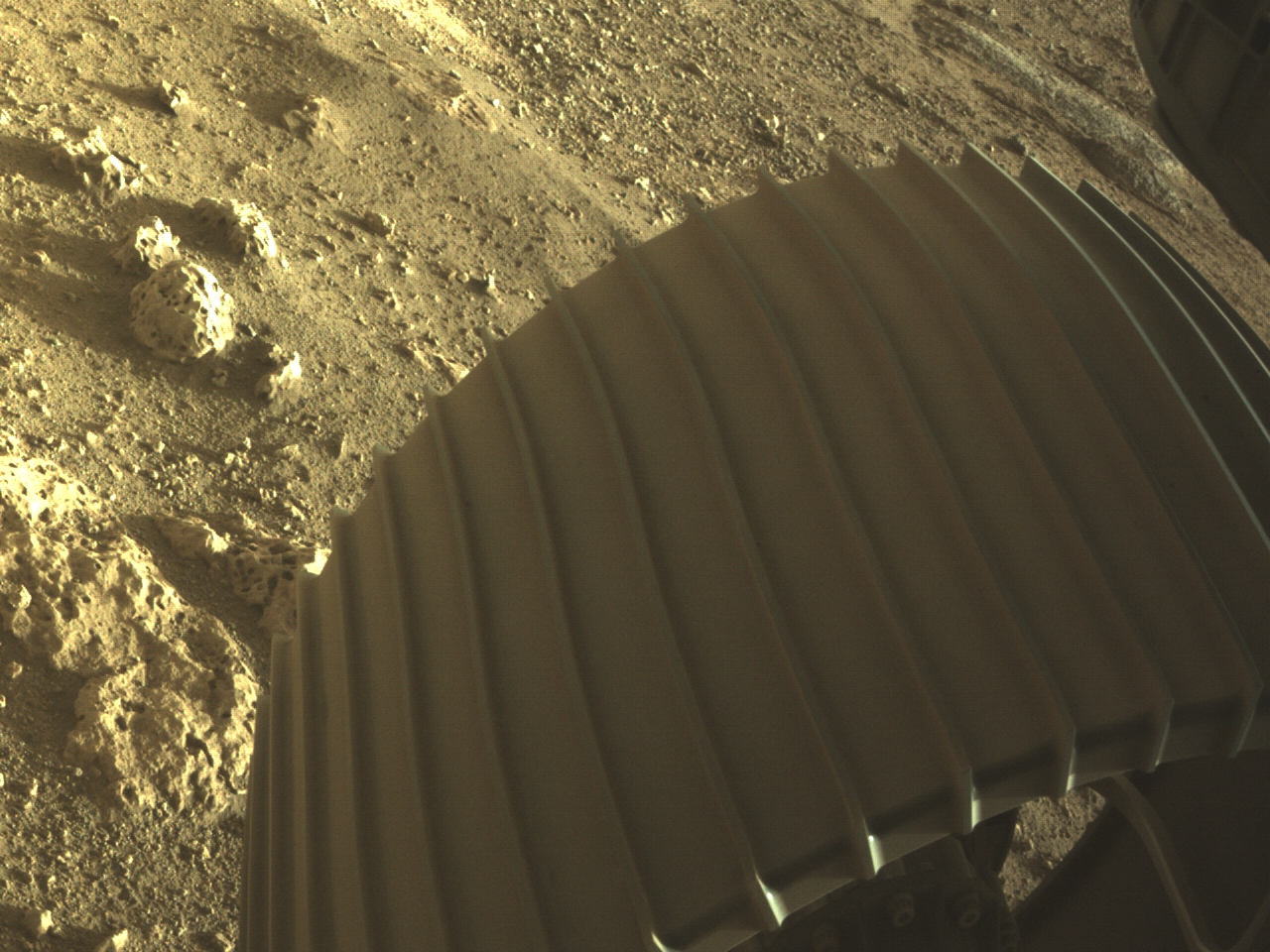
صورة لإطار المركبة.